# Drabowszczyzna (obwód miński)
Drabowszczyzna (biał. Драбаўшчына; ros. Драбовщина) – wieś na Białorusi, w obwodzie mińskim, w rejonie kleckim, w sielsowiecie Hrycewicze.
Obecna miejscowość obejmuje również dawny folwark Dołhopoły.
W dwudziestoleciu międzywojennym Drabowszczyzna i Dołhopoły leżały w Polsce, w województwie nowogródzkim, w powiecie nieświeskim.